# Liste der Premierminister von Ägypten

## Premierminister der Khediven von Ägypten
- Nubar Pascha 28. August 1878 – 23. Februar 1879
- Prinz Muhammad Tawfiq Pascha 10. März 1879 – 7. April 1879
- Muhammad Scharif Pascha 7. April 1879 – 18. August 1879
- Riyad Pascha 21. September 1879 – 10. September 1881
- Muhammad Scharif Pascha 14. September 1881 – 4. Februar 1882 (2. Mal)
- Mahmud Sami al-Barudi 4. Februar 1882 – 26. Mai 1882
- Raghib Pascha 18. Juni 1882 – 21. August 1882
- Muhammad Scharif Pascha 21. August 1882 – 7. Januar 1884 (3. Mal)
- Nubar Pascha 10. Januar 1884 – 9. Juni 1888 (2. Mal)
- Riyad Pascha 9. Juni 1888 – 12. Mai 1891 (2. Mal)
- Mustafa Fahmi Pascha 12. Mai 1891 – 15. Januar 1893
- Husain Fachri Pascha 15. Januar 1893 – 18. Januar 1893
- Riyad Pascha 18. Januar 1893 – 16. April 1894 (3. Mal)
- Nubar Pascha 16. April 1894 – 12. November 1895 (3. Mal)
- Mustafa Fahmi Pascha 12. November 1895 – 12. November 1908 (2. Mal)
- Boutros Ghali Pascha 12. November 1908 – 21. Februar 1910
- Muhammad Said Pascha 22. Februar 1910 – 5. April 1914
- Hussein Ruschdi Pascha 5. April 1914 – 19. Dezember 1914

## Premierminister des Sultanats Ägypten
- Hussein Ruschdi Pascha 19. Dezember 1914 – 12. April 1919 (s. o.)
- Muhammad Said Pascha 21. Mai 1919 – 19. November 1919 (2. Mal)
- Yusuf Wahba Pascha 19. November 1919 – 20. Mai 1920
- Muhammad Tawfiq Nasim Pascha 20. Mai 1920 – 16. März 1921
- Adli Yakan Pascha 16. März 1921 – 1. März 1922
- Abdel Chalek Sarwat Pascha 1. März 1922 – 16. März 1922

## Premierminister des Königreiches Ägypten
- Abdel Chalek Sarwat Pascha 16. März 1922 – 30. November 1922 (s. o.)
- Muhammad Tawfiq Nasim Pascha 30. November 1922 – 15. März 1923
- Yahya Ibrahim Pascha 15. März 1923 – 26. Januar 1924
- Saad Zaghlul Pascha 26. Januar 1924 – 24. November 1924
- Ahmed Ziwar Pascha 24. November 1924 – 7. Juni 1926
- Adli Yakan Pascha 7. Juni 1926 – 26. April 1927 (2. Mal)
- Abdel Chalek Sarwat Pascha 26. April 1927 – 16. März 1928
- Mustafa an-Nahhas Pascha 16. März 1928 – 27. Juni 1928
- Muhammad Mahmoud Pascha 27. Juni 1928 – 4. Oktober 1929
- Adli Yakan Pascha 4. Oktober 1929 – 1. Januar 1930 (3. Mal)
- Mustafa an-Nahhas Pascha 1. Januar 1930 – 20. Juni 1930 (2. Mal)
- Ismail Sidqi Pascha 20. Juni 1930 – 22. September 1933
- Abdel Fattah Yahya Pascha 22. September 1933 – 15. November 1934
- Muhammad Tawfiq Nasim Pascha 15. November 1934 – 30. Januar 1936
- Ali Maher Pascha 30. Januar 1936 – 9. Mai 1936
- Mustafa an-Nahhas Pascha 9. Mai 1936 – 29. Dezember 1937 (3. Mal)
- Muhammad Mahmoud Pascha 29. Dezember 1937 – 18. August 1939 (2. Mal)
- Ali Maher Pascha 18. August 1939 – 28. Juni 1940 (2. Mal)
- Hassan Sabry Pascha 28. Juni 1940 – 14. November 1940
- Hussein Sirri Pascha 15. November 1940 – 5. Februar 1942
- Mustafa an-Nahhas Pascha 5. Februar 1942 – 10. Oktober 1944 (4. Mal)
- Ahmed Maher Pascha 10. Oktober 1944 – 24. Februar 1945
- Mahmud an-Nukraschi Pascha 26. Februar 1945 – 17. Februar 1946
- Ismail Sidqi Pascha 17. Februar 1946 – 9. Dezember 1946 (2. Mal)
- Mahmud an-Nukraschi Pascha 9. Dezember 1946 – 28. Dezember 1948
- Ibrahim Abdel Hadi Pascha 28. Dezember 1948 – 26. Juli 1949
- Hussein Sirri Pascha 26. Juli 1949 – 12. Januar 1950 (2. Mal)
- Mustafa an-Nahhas Pascha 12. Januar 1950 – 27. Januar 1952 (5. Mal)
- Ali Maher Pascha 27. Januar 1952 – 2. März 1952 (3. Mal)
- Ahmad Naguib Hilali Pascha 2. März 1952 – 2. Juli 1952
- Hussein Sirri Pascha 2. Juli 1952 – 22. Juli 1952 (3. Mal)
- Ahmad Naguib Hilali Pascha 22. Juli 1952 – 23. Juli 1952
- Ali Maher Pascha 23. Juli 1952 – 7. September 1952 (4. Mal)
- Muhammad Nagib 7. September 1952 – 18. Juni 1953

## Regierungschefs seit 1953
| Name                                                                                     | Amtszeit (Beginn)                                           | Amtszeit (Ende)                                             | Partei                                                      | Staatsoberhaupt                                                  |                                                             |                                                             |                                                             |                                                             |
| Premierminister der Arabischen Republik Ägypten (1953–1958)                              | Premierminister der Arabischen Republik Ägypten (1953–1958) | Premierminister der Arabischen Republik Ägypten (1953–1958) | Premierminister der Arabischen Republik Ägypten (1953–1958) | Premierminister der Arabischen Republik Ägypten (1953–1958)      | Premierminister der Arabischen Republik Ägypten (1953–1958) | Premierminister der Arabischen Republik Ägypten (1953–1958) | Premierminister der Arabischen Republik Ägypten (1953–1958) | Premierminister der Arabischen Republik Ägypten (1953–1958) |
| ---------------------------------------------------------------------------------------- | ----------------------------------------------------------- | ----------------------------------------------------------- | ----------------------------------------------------------- | ---------------------------------------------------------------- | ----------------------------------------------------------- | ----------------------------------------------------------- | ----------------------------------------------------------- | ----------------------------------------------------------- |
| Muhammad Nagib                                                                           | 18. Juni 1953                                               | 25. Februar 1954                                            | keine                                                       | Muhammad Nagib Präsident                                         |                                                             |                                                             |                                                             |                                                             |
| Gamal Abdel Nasser                                                                       | 25. Februar 1954                                            | 8. März 1954                                                | keine                                                       | Gamal Abdel Nasser Vorsitzender des Revolutionären Kommandorates |                                                             |                                                             |                                                             |                                                             |
| Muhammad Nagib (2. Mal)                                                                  | 8. März 1954                                                | 18. April 1954                                              | keine                                                       | Muhammad Nagib (2. Mal) Präsident                                |                                                             |                                                             |                                                             |                                                             |
| Gamal Abdel Nasser (2. Mal)                                                              | 18. April 1954                                              | 22. Februar 1958                                            | keine                                                       | Gamal Abdel Nasser (2. Mal) Präsident                            |                                                             |                                                             |                                                             |                                                             |
| Premierminister der Vereinigten Arabischen Republik (VAR)                                |                                                             |                                                             |                                                             |                                                                  |                                                             |                                                             |                                                             |                                                             |
| Gamal Abdel Nasser                                                                       | 22. Februar 1958                                            | 28. September 1961                                          | keine                                                       | Gamal Abdel Nasser Präsident                                     |                                                             |                                                             |                                                             |                                                             |
| Vorsitzende des Exekutivrates der Südliche Region der VAR                                |                                                             |                                                             |                                                             |                                                                  |                                                             |                                                             |                                                             |                                                             |
| Nureddin Tarraf                                                                          | 7. Oktober 1958                                             | 20. September 1960                                          | keine                                                       | Gamal Abdel Nasser Präsident                                     |                                                             |                                                             |                                                             |                                                             |
| Kamaleddin Hussein                                                                       | 20. September 1960                                          | 16. August 1961                                             | keine                                                       | Gamal Abdel Nasser Präsident                                     |                                                             |                                                             |                                                             |                                                             |
| Premierminister der Arabischen Republik Ägypten (seit 1962; bis 1971 als VAR bezeichnet) |                                                             |                                                             |                                                             |                                                                  |                                                             |                                                             |                                                             |                                                             |
| Ali Sabri                                                                                | 29. September 1962                                          | 3. Oktober 1965                                             | ASU                                                         | Gamal Abdel Nasser Präsident                                     |                                                             |                                                             |                                                             |                                                             |
| Zakaria Mohieddin                                                                        | 3. Oktober 1965                                             | 10. September 1966                                          | ASU                                                         | Gamal Abdel Nasser Präsident                                     |                                                             |                                                             |                                                             |                                                             |
| Muhammad Sidqi Sulayman                                                                  | 10. September 1966                                          | 19. Juni 1967                                               | ASU                                                         | Gamal Abdel Nasser Präsident                                     |                                                             |                                                             |                                                             |                                                             |
| Gamal Abdel Nasser (3. Mal)                                                              | 19. Juni 1967                                               | 28. September 1970                                          | ASU                                                         | Gamal Abdel Nasser Präsident                                     |                                                             |                                                             |                                                             |                                                             |
| Mahmoud Fawzi                                                                            | 21. Oktober 1970                                            | 17. Januar 1970                                             | ASU                                                         | Anwar as-Sadat Präsident                                         |                                                             |                                                             |                                                             |                                                             |
| Aziz Sidqi                                                                               | 17. Januar 1972                                             | 26. März 1973                                               | ASU                                                         | Anwar as-Sadat Präsident                                         |                                                             |                                                             |                                                             |                                                             |
| Anwar as-Sadat                                                                           | 26. März 1973                                               | 25. September 1974                                          | ASU                                                         | Anwar as-Sadat Präsident                                         |                                                             |                                                             |                                                             |                                                             |
| Abdelaziz Hejazi                                                                         | 25. September 1974                                          | 16. April 1975                                              | ASU                                                         | Anwar as-Sadat Präsident                                         |                                                             |                                                             |                                                             |                                                             |
| Mamdouh Salem                                                                            | 16. April 1975                                              | 2. Oktober 1978                                             | ASU                                                         | Anwar as-Sadat Präsident                                         |                                                             |                                                             |                                                             |                                                             |
| Mustafa Khalil                                                                           | 2. Oktober 1978                                             | 15. Mai 1980                                                | NDP                                                         | Anwar as-Sadat Präsident                                         |                                                             |                                                             |                                                             |                                                             |
| Anwar as-Sadat (2. Mal)                                                                  | 15. Mai 1980                                                | 6. Oktober 1981                                             | NDP                                                         | Anwar as-Sadat Präsident                                         |                                                             |                                                             |                                                             |                                                             |
| Hosni Mubarak                                                                            | 7. Oktober 1981                                             | 2. Januar 1982                                              | NDP                                                         | Hosni Mubarak Präsident                                          |                                                             |                                                             |                                                             |                                                             |
| Fuad Mohieddin                                                                           | 2. Januar 1982                                              | 5. Juni 1984                                                | NDP                                                         | Hosni Mubarak Präsident                                          |                                                             |                                                             |                                                             |                                                             |
| Kamal Hassan Ali                                                                         | 17. Juli 1984                                               | 4. September 1985                                           | NDP                                                         | Hosni Mubarak Präsident                                          |                                                             |                                                             |                                                             |                                                             |
| Ali Lutfi                                                                                | 4. September 1985                                           | 10. November 1986                                           | NDP                                                         | Hosni Mubarak Präsident                                          |                                                             |                                                             |                                                             |                                                             |
| Atif Sidqi                                                                               | 10. November 1986                                           | 4. Januar 1996                                              | NDP                                                         | Hosni Mubarak Präsident                                          |                                                             |                                                             |                                                             |                                                             |
| Kamal Ganzouri                                                                           | 4. Januar 1996                                              | 5. Oktober 1999                                             | NDP                                                         | Hosni Mubarak Präsident                                          |                                                             |                                                             |                                                             |                                                             |
| Atif Abaid                                                                               | 5. Oktober 1999                                             | 14. Juli 2004                                               | NDP                                                         | Hosni Mubarak Präsident                                          |                                                             |                                                             |                                                             |                                                             |
| Ahmed Nazif                                                                              | 14. Juli 2004                                               | 31. Januar 2011                                             | NDP                                                         | Hosni Mubarak Präsident                                          |                                                             |                                                             |                                                             |                                                             |
| Ahmad Schafiq                                                                            | 31. Januar 2011                                             | 7. März 2011                                                | NDP                                                         | Hosni Mubarak Präsident                                          |                                                             |                                                             |                                                             |                                                             |
| Essam Scharaf                                                                            | 7. März 2011                                                | 7. Dezember 2011                                            | keine                                                       | Mohammed Hussein Tantawi Vorsitzender des Obersten Militärrates  |                                                             |                                                             |                                                             |                                                             |
| Kamal Ganzouri (2. Mal)                                                                  | 7. Dezember 2011                                            | 2. August 2012                                              | keine                                                       | Mohammed Hussein Tantawi Vorsitzender des Obersten Militärrates  |                                                             |                                                             |                                                             |                                                             |
| Hischam Kandil                                                                           | 2. August 2012                                              | 3. Juli 2013                                                | keine                                                       | Mohammed Mursi Präsident                                         |                                                             |                                                             |                                                             |                                                             |
| Hasim al-Beblawi (Interimspremierminister)                                               | 9. Juli 2013                                                | 1. März 2014                                                | SDP                                                         | Adli Mansur Interimspräsident                                    |                                                             |                                                             |                                                             |                                                             |
| Ibrahim Mahlab                                                                           | 1. März 2014 (interim) 17. Juni 2014                        | 12. September 2015                                          | keine                                                       | Adli Mansur Interimspräsident                                    |                                                             |                                                             |                                                             |                                                             |
| Ibrahim Mahlab                                                                           | 1. März 2014 (interim) 17. Juni 2014                        | 12. September 2015                                          | keine                                                       | Abd al-Fattah as-Sisi Präsident                                  |                                                             |                                                             |                                                             |                                                             |
| Scherif Ismail                                                                           | 19. September 2015                                          | 7. Juni 2018                                                | keine                                                       |                                                                  |                                                             |                                                             |                                                             |                                                             |
| Mustafa Madbuli                                                                          | 14. Juni 2018                                               | amtierend                                                   | keine                                                       |                                                                  |                                                             |                                                             |                                                             |                                                             |